# Aramis Range
Aramis Range är en bergskedja i Antarktis. Den ligger i Östantarktis. Australien gör anspråk på området.